# SODIS

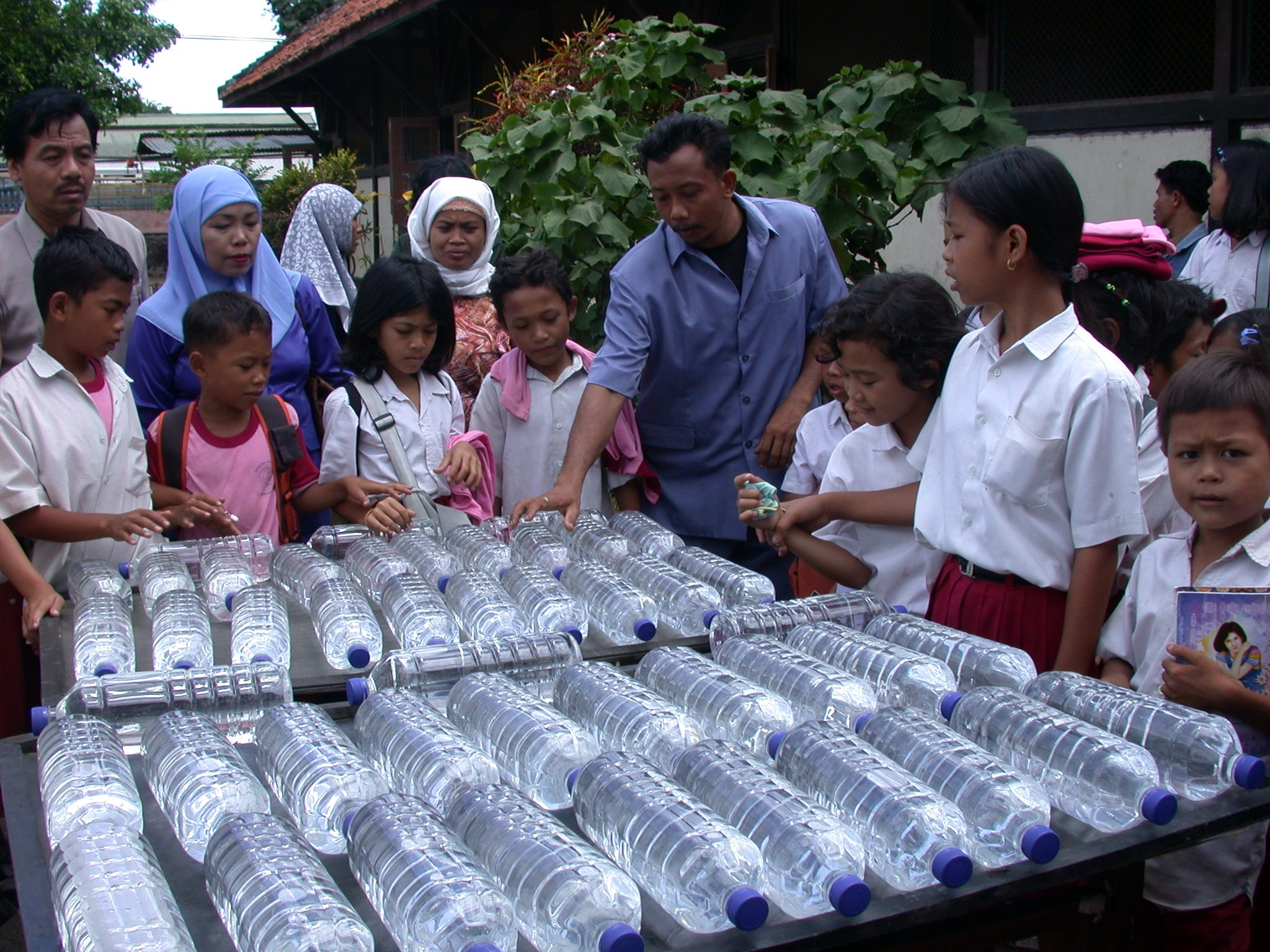
Anwendungsbeispiel aus Indonesien

SODIS (Abkürzung für Solar Water Disinfection) ist ein Verfahren zur Wasserentkeimung und beruht auf der keimtötenden Wirkung der UV-A-Strahlung im Sonnenlicht. Die WHO empfiehlt SODIS als eine effektive Methode zur Wasserbehandlung auf Haushaltsebene. SODIS wird in zahlreichen Entwicklungsländern in einer steigenden Zahl von Haushalten angewendet.

## Wirkungsprinzip
Die SODIS-Methode nutzt die desinfizierende Wirkung von UV-A-Licht (Wellenlänge 320–440 nm)  aus der Sonnenstrahlung. Bei genügend langer Bestrahlung werden verbreitete Krankheitserreger (Durchfallerkrankungen, Cholera etc.) weitgehend abgetötet. Bei Temperaturen über 50 °C ist ein starker synergistischer Effekt von UV-A-Strahlung und Wärme beobachtbar, welcher die Effizienz von SODIS weiter steigert.

## Anwendung
PET-Getränkeflaschen eignen sich am besten für die Anwendung von SODIS in Entwicklungsländern. PET und Flaschenglas sind im Gegensatz zu Fensterglas für UV-Licht durchlässig. Der Durchmesser einer Trinkflasche mit einem Inhalt von max. 3 Litern entspricht in etwa der effektiven Eindringtiefe der UV-A-Strahlung.
Mikrobiell verschmutztes Wasser wird in PET-Flaschen gefüllt. Zur Sauerstoffsättigung kann die Flasche zuerst zu drei Vierteln gefüllt, für 20 Sekunden geschüttelt und dann ganz aufgefüllt werden. Die Flasche wird verschlossen und für sechs Stunden waagrecht in direktem Sonnenlicht liegengelassen. Bei bedecktem Himmel sollten die Flaschen für zwei Tage exponiert bleiben.
| Empfohlene Dauer der Exposition der SODIS-Flaschen |                                                                            |
| Wetterbedingungen                                  | Empfohlene Expositionsdauer                                                |
| Sonnig – 50 % bedeckt                              | 6 Stunden                                                                  |
| 50–100 % bedeckt                                   | 2 Tage                                                                     |
| Andauernder Regen                                  | eingeschränkte Wirksamkeit, der Konsum von Regenwasser ist empfehlenswert. |

Neben SODIS bestehen weitere Methoden zur Wasserbehandlung auf Haushaltsebene. Das Abkochen von Wasser ist eine effektive und weit verbreitete Methode, ist aber oft mit einem großen Aufwand zur Beschaffung von Brennmaterial verbunden. Chlorung und Filtration erreichen ebenfalls eine gute Entkeimung, eine vollständige Sterilisation des Wassers wird damit aber ebenfalls nicht erreicht.
Methoden zur dezentralen Wasserbehandlung können eine wichtige Rolle spielen für Menschen, welche auch bei einem beschleunigten Ausbau der zentralisierten Wasserversorgung über Jahre ohne Zugang zu sauberem Trinkwasser bleiben würden. Die Auswahl der geeigneten Methode sollte sich auf Kriterien wie Effektivität, Kosteneffizienz, das Auftreten spezifischer Arten von Verschmutzung (z. B. chemische Schadstoffe, Salinität, Trübung), Arbeitsaufwand und den Präferenzen der Nutzer abstützen. Organisationen setzen bei Projekten zur dezentralen Wasseraufbereitung heutzutage auf ein Angebot an verschiedenen Wasseraufbereitungsmethoden, darunter neben dem SODIS-Verfahren auch die Behandlung mit Chlor, die Verwendung von Wasserfiltern und das Abkochen von Wasser.

## Forschung und Entwicklung
Die SODIS-Methode wurde von Professor Aftim Acra an der Amerikanischen Universität Beirut 1980 entwickelt und in der Schweiz von der Eawag (Wasserforschungs-Institut des ETH-Bereichs) über Jahre getestet.
Forschung bezüglich der Effektivität von SODIS, und insbesondere klinische Studien zur Wirksamkeit der Methode, werden auch am Royal College of Surgeons in Ireland durchgeführt (Ronan Conroy, Kevin McGuigan, T Michael Elmore-Meegan).
Der langjährige Leiter des SODIS-Projekts an der Eawag, Martin Wegelin, wurde 2006 mit dem Preis für humanitäre Leistungen des Schweizerischen Roten Kreuzes ausgezeichnet.
Elsa Sanchez, Leiterin der Fundación Sodis, erhielt 2012 den "Water best Practices"-Award der Vereinten Nationen in Zusammenhang mit ihrer Arbeit zur Verbreitung des Sodis-Verfahrens in vier Bezirken im Departement Cochabamba in Bolivien.

## Auswirkung auf die Gesundheit der Wassernutzer
Die Effizienz von SODIS bezüglich der Inaktivierung von durchfallerzeugenden Bakterien und Viren ist in vielen Studien gezeigt worden. Untersuchungen zur Verringerung von Durchfallerkrankungen durch die Anwendung von SODIS zeigen einen reduzierenden Effekt von 30–80 %. Die Übertragung von Durchfallerkrankungen kann aber auch über andere Kanäle zusätzlich zum Trinkwasser geschehen (Essen, Hände) und hängt stark von den sanitären Einrichtungen und der allgemeinen Hygiene ab.

## Kritik
In einer dreijährigen Studie des Schweizerischen Tropeninstituts konnte die Wirksamkeit von SODIS in Bolivien statistisch nicht belegt werden. Die Forscher führen das auf die mangelhafte und inkonsequente Anwendung von SODIS zurück. Die Studie wurde in PLoS Medicine publiziert.

## Kritische Faktoren
Die Wirksamkeit von SODIS hängt entscheidend von der Expositionszeit ab. Wird das Wasser ungenügend lang dem Sonnenlicht ausgesetzt, kann der Konsum – wie bei unbehandeltem Wasser – zu Krankheit und Durchfall führen. Die Wirksamkeit von SODIS ist ebenfalls eingeschränkt bei hoher Trübung. Bei einer Trübung von über 30 NTU sollte das Wasser vor der Anwendung von SODIS gefiltert werden. In Entwicklungsländern ist die Verfügbarkeit von PET-Flaschen ein kritischer Faktor für die Anwendung von SODIS.
Die folgenden Faktoren sollten ebenfalls berücksichtigt werden:
Flaschenmaterial
Gewisse Arten von Glas (Fensterglas) und PVC absorbieren UV-A-Licht und sind deshalb für SODIS nicht geeignet. Kommerziell erhältliche Flaschen aus PET oder Glas sind empfohlen. Die Handhabung von PET-Flaschen ist allerdings deutlich angenehmer.
Lebensdauer von PET-Flaschen
Die Effizienz von SODIS hängt auch vom Zustand der PET-Flasche ab. Stark zerkratzte Flaschen (z. B. durch die Reinigung mit Sand) haben eine verringerte Durchlässigkeit für UV-A-Licht und sollten ausgetauscht werden.
Form der Behälter
Die Intensität der UV-A-Strahlung nimmt mit der Eindringtiefe ins Wasser stark ab. In einer Tiefe von 10 cm (bei einer Trübung von 26 NTU) beträgt die Intensität der UV-A-Strahlung noch 50 %. Kommerziell erhältliche PET-Flaschen (0,5–2 Liter) sind für SODIS am besten geeignet.
Sauerstoff
Das Vorhandensein von Sauerstoff im Wasser ist wünschenswert im SODIS-Prozess aufgrund der Bildung reaktiver Radikale durch UV-A-Strahlung. Sauerstoff beeinflusst auch den Geschmack des Wassers positiv, im Gegensatz zu abgekochtem Wasser schmeckt mit Sauerstoff gesättigtes SODIS Wasser frisch. Sauerstoffsättigung kann durch das Schütteln der zu 3/4 gefüllten Flaschen vor der Exposition im Sonnenlicht erreicht werden. Wasser aus Flüssen, Brunnen oder Wasserleitungen enthält in der Regel genug Sauerstoff und muss nicht belüftet werden.
Freisetzung von Chemikalien aus dem Flaschenmaterial
Die Möglichkeit einer Freisetzung von chemischen Stoffen von PET-Flaschen ins Wasser wird manchmal als potenzielles Gesundheitsrisiko dargestellt. Eine Gefahr durch Antimon (ein Katalysator bei der PET-Polymerisation) wird allerdings als eher gering angesehen. Aktuelle Studien zeigen, dass als kritische Faktoren für die vermehrte Diffusion von Antimon aus PET-Flaschen eine lange Lagerung und eine erhöhte Wassertemperatur in Frage kommen. Das Eawag (Swiss Federal Institute for Aquatic Science and Technology) geht aber davon aus, dass „die Lagerung von 6 Stunden und die Temperaturentwicklung von deutlich unter 85 °C keine Überschreitung der 6 ppb aus der Studie von Westerhoff et al. verursachen wird.“ Dieser Einschätzung liegt die Erfahrung zugrunde, dass die maximal erreichbare Temperatur nicht über 60 °C bei nicht abgedeckten und maximal 65 °C bei abgedeckten SODIS-Verfahren hinausgeht.
Die ebenfalls in einigen Studien gefundenen Weichmacher (Adipinsäureester und Phthalsäureester) stammen nicht aus dem PET selbst und können höchstens durch Kreuzkontaminationen ins Wasser oder das PET selbst gelangen. Neue Studien finden Konzentrationen von Weichmachern im Wasser aus PET-Flaschen deutlich unter den WHO-Grenzwerten.

## Weltweite Anwendung
Das SODIS-Verfahren wird seit 2001 in über 30 Ländern angewendet und getestet. Zu großer Verbreitung des SODIS-Verfahrens führte 2011 ein weltweites Kooperationsprojekt zwischen EAWAG und Helvetas Swiss Intercooperation im Rahmen dessen Wasseraufbereitungsprojekte in 26 Ländern unterstützt und durchgeführt wurden, u. a. in Äthiopien, Bhutan, Bolivien, Burkina Faso, Ecuador, El Salvador, Ghana, Guatemala, Guinea, Honduras, Indien, Indonesien, Kambodscha, Kamerun, Kenia, Kongo, Laos, Malawi, Mosambik, Nepal, Nicaragua, Pakistan, Peru, Philippinen, Sambia, Senegal, Sierra Leone, Simbabwe, Sri Lanka, Tansania, Togo, Uganda, Usbekistan sowie Vietnam und hat dadurch bereits über zwei Millionen Menschen erreicht. Es wurde gezeigt, dass mit Verursachern von Durchfallerkrankungen kontaminiertes Wasser nach der Behandlung ohne Risiken trinkbar war. In den Testgebieten sind Durchfall, Cholera, Salmonellen und ähnliche Erkrankungen deutlich zurückgegangen.
SODIS Projekte werden unter anderem finanziert durch die SOLAQUA-Stiftung, Fundación Sodis, Aktion Sodis, Helvetas Swiss Intercooperation, verschiedene Lions-Clubs, Rotary-Clubs, Migros und die Michel Comte Water Foundation.